# Spinolidia spinolai
Spinolidia spinolai är en insektsart som beskrevs av Nielson 1982. Spinolidia spinolai ingår i släktet Spinolidia och familjen dvärgstritar. Inga underarter finns listade i Catalogue of Life.